# Labastide-Paumès
Labastide-Paumès is een gemeente in het Franse departement Haute-Garonne (regio Occitanie) en telt 127 inwoners (1999). De plaats maakt deel uit van het arrondissement Saint-Gaudens.

## Geografie
De oppervlakte van Labastide-Paumès bedraagt 7,9 km², de bevolkingsdichtheid is 16,1 inwoners per km².
De onderstaande kaart toont de ligging van Labastide-Paumès met de belangrijkste infrastructuur en aangrenzende gemeenten.

## Demografie
Onderstaande figuur toont het verloop van het inwonertal (bron: INSEE-tellingen).